# Paedocypris
Paedocypris (лат.) — род лучепёрых рыб из семейства карповых (Cyprinidae). Обитают в Юго-Восточной Азии в водоёмах островов Калимантан, Суматра и Бинтан. Один из видов рода, Paedocypris progenetica, претендует на звание самой мелкой рыбы в мире. Длина самой маленькой самки этого вида составила 7,9 мм, а самого крупного известного представителя — 10,3 мм.

## Классификация
На август 2018 года в род включают 3 вида:
- Paedocypris carbunculus Britz & Kottelat, 2008[3]
- Paedocypris micromegethes Kottelat, Britz, Tan & Witte, 2006[1]
- Paedocypris progenetica Kottelat, Britz, Tan & Witte, 2006[1]